# Heros

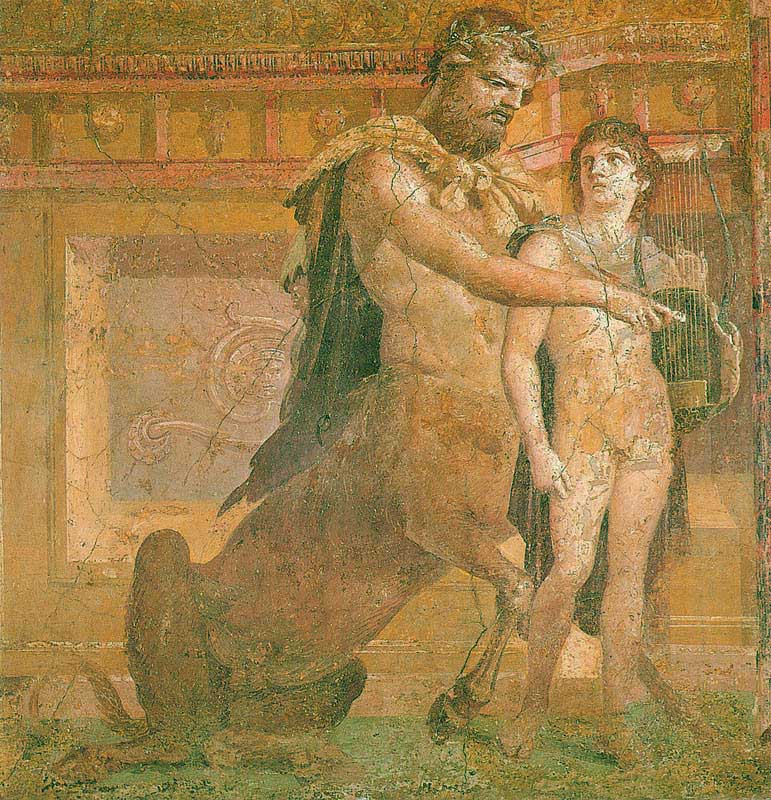
Heldenerziehung: Der Zentaur Cheiron unterweist den jungen Achilleus (römisches Fresko im Museo Archeologico in Neapel).

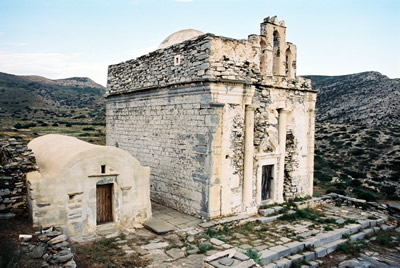
Heroon auf der griechischen Insel Sikinos.

Die männlichen Heroen, Singular der Heros (altgriechisch ἥρως hḗrōs „der Held“) bzw. die weiblichen Heroinen, Singular die Heroine (ἡρωίς hērōís „die Heldin“), sind Gestalten der griechischen und römischen Mythologie, meist halbgöttlicher Herkunft.
Als Erweiterung des privaten Ahnenkultes spielt der Heroenkult eine wichtige Rolle für Staatswesen, Städte, Gemeinden und Heiligtümer. Die Berufung auf sagenhafte und halbgöttliche Gründergestalten stellte eine zusätzliche Legitimierung und Bindung dar und verbürgte göttlichen Schutz. Die Reliquien der Heroen genossen besondere Verehrung und wurden in einem eigenen Heiligtum verehrt, dem Heroon, meist bestehend aus dem Grab, einem Altar und einem Hain. An festgeschriebenen Festtagen wurden die vorgeschriebenen Opfer und Gebete dargebracht.
Drakon verankerte im späten 7. Jahrhundert v. Chr. den Heroenkult in der athenischen Verfassung. Olympia berief sich auf seine sagenhafte Gründung durch den Heros Pelops, der in einem entsprechenden Heiligtum verehrt wurde. Einer der bekanntesten Heroen war Achilleus, dessen Grab noch bis in die Spätantike besucht wurde. In Rom genossen die Stadtgründer Romulus und Remus besondere Verehrung.